# Aegithalos glaucogularis
Aegithalos glaucogularis — вид воробьиных птиц из семейства длиннохвостые синицы (Aegithalidae). Традиционно считался подвидом широкоарельного евразийского вида, длиннохвостой синицы (лат. Aegithalos caudatus), но после молекулярно-генетических исследований 2010 года возобладала точка зрения, что два китайских подвида (glaucogularis,  vinaceus) заслуживают выделения в ранг вида

## История описания

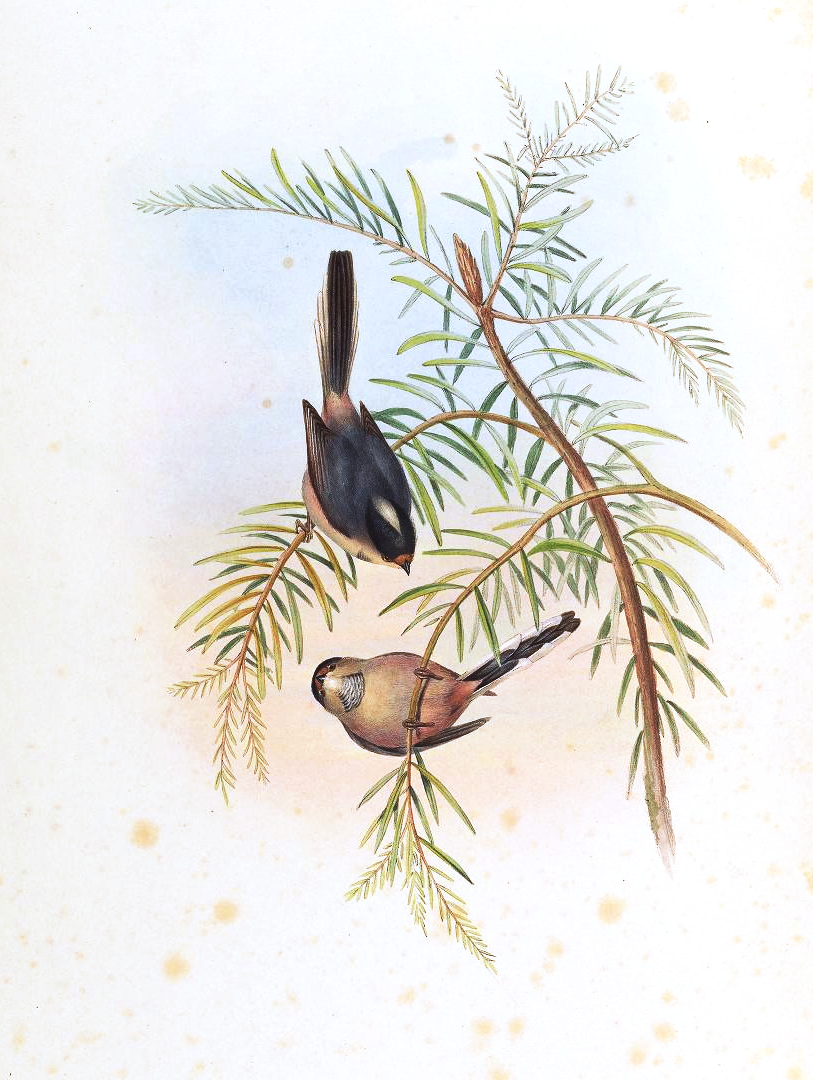
Aegithalos g. glaucogularis, рисунок Гульда, 1855

Доклад английского натуралиста Фредерика Мура о Aegithalos glaucogularis был прочитан на заседании Лондонского зоологического общества 27 июня 1854 года. Затем английский орнитолог Джон Гульд включил Aegithalos glaucogularis в свою книгу «Птицы Азии» и процитировал статью Мура. Гулд использовал конкретное название, данное Муром, но другой род, чтобы получить биномиальное имя Mecistura glaucogularis. Он определил типовую местность как Шанхай . Поскольку работа Гулда появилась в печати в 1855 году до публикации трудов Зоологического общества, в соответствии с правилами Международного кодекса зоологической номенклатуры публикация Гулда имеет приоритет. Название glaucogularis объединяет латинское слово glaucus "сизый" и ново-латинское gularis "горловой".

## Таксономия
Aegithalos glaucogularis ранее рассматривался как подвид длиннохвостой синицы (Aegithalos caudatus), но окраска оперения этого вида существенно отличается, кроме того между ними есть значительные генетические различия. 
Выделяют два подвида: 
- A. g. vinaceus (Verreaux J., 1871) — центральный и северо-восточный Китай
- A. g. glaucogularis (Gould, 1855) — восточно-центральный Китай

## Распространение

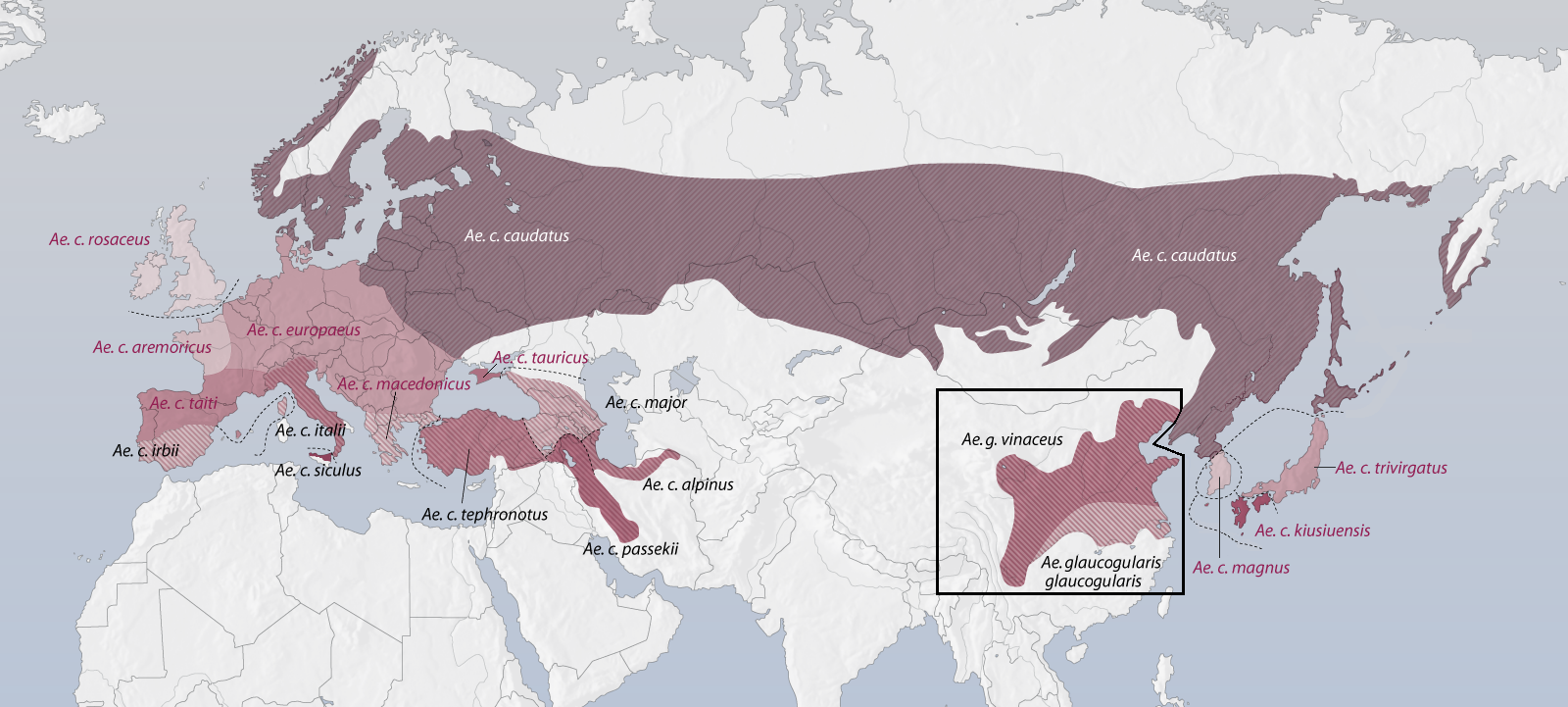
Ареал Ae. glaucogularis обведён рамкой, Ae. g. glaucogularis - светлее; Ae. g. vinaceus - темнее. К северу, западу и востоку - подвиды близкого вида, длиннохвостой синицы (Aegithalos caudatus).

Эндемик Китая. Обитает на значительной территории в центральной и восточной части страны.

## Описание
Птица длиной 13-16 см, весом 6-9 г. Оперение рыхлое, относительно большая округлая голова, с коротким коническим клювом. Как и у длиннохвостые синицы, отличается от других птиц такого же размера  длинным хвостом. Нижняя часть тела серовато-коричневатая. На горле является темно-серая треугольное пятно. Вершина головы, спина и крылья серого цвета. Над глазами есть темная надбровная полоса. Хвост темно-серый.
Типичная форма A. g. glaucogularis, обитающая в долине Янцзы, имеет широкую чёрную бровь, коричнево-чёрный рисунок на крыльях и розоватый оттенок подкрылий. У молодых более бледные подкрылья и рыжеватая грудь. Обитающая северней форма A. g. vinaceus  окрашено сходно с glaucogularis, но бледнее. Радужина тёмно-коричневая, клюв — чёрный, ноги — тёмно-коричневые.

## Образ жизни
Живет на опушках лиственных и сосновых лесов.Встречается в стаях до 20 птиц. Питается мелкими насекомыми и пауками, а также мелкими семенами, плодами и ягодами. Сезон спаривания начинается в марте-апреле и продолжается до разгара лета. Гнездо в форме мешка построено из лишайников и паутины, располагается на кустах или невысоком дереве. В гнезде 6—10 яиц. Инкубация длится две недели. Насиживают оба родителя поочередно. Птенцы встают на крыло через три недели, но еще три недели их водят и подкармливают родители.